# Kurjan
Kurjan is een plaats en voormalige gemeente in de stad (bashkia) Roskovec in de prefectuur Fier in Albanië. Sinds de gemeentelijke herindeling van 2015 doet Kurjan dienst als deelgemeente en is het een bestuurseenheid zonder verdere bestuurlijke bevoegdheden. De plaats telde bij de census van 2011 3618 inwoners.